# LinuxTV
LinuxTV專案是一個開發Linux作業系統的数字电视相關軟體的非正式志願者群組。其社群負責開發及維護DVB驅動程式子系統（其為Linux核心2.6.X版的一部份）。Linux核心及LinuxTV CVS包含了PCI擴充卡及USB裝置相當大量的驅動程式，但DVB子系統核心還針對了基於Linux的機上盒。
LinuxTV專案最初是由一間位在德国柏林的綜合媒體有限責任公司發起，該公司的目標為提供自由及开放源代码軟體以製造、散發及接收数字电视。1998年，該公司的創始人表示：“只有能看到我們未來的電視套裝的原始碼才能保證內容及技術的獨立性”。
2002年，因為某些財政困境，該公司被德國另一家機上盒製造公司，Galaxis股份有限公司，並更名為Convergence有限責任公司。雖然Convergence有限責任公司和Galaxis股份有限公司都在2005年破產，LinuxTV專案仍由那幾年累積的大量的開發者社群支援。
Convergence另外開發的一個著名的計畫是DirectFB，它提供硬體加速及視窗特性給基於GTK+或其他的圖形應用程式，而不需要使用X11伺服器，它的開發者宣稱「將嵌入式系統加入了圖形的力量」。

## 外部連結
- http://www.linuxtv.org/ （页面存档备份，存于）
- DVB-Wiki （页面存档备份，存于）